# Matías del Solar
Matías del Solar Goldsmith (Viña del Mar, Chile, 29 de noviembre de 1975) es un velerista chileno. Ha competido en los Juegos Olímpicos de 2004, 2008, 2012 y 2016, siendo su mejor resultado el lugar 23 obtenido en Atenas. También ha obtenido medallas en Juegos Panamericanos y Juegos Suramericanos, ISAF World Cup, así como en múltiples torneos regionales.
Cofundador y socio en Montenbaik ltda.